# Dagor
Das Dagor ist ein Kameraobjektiv, das 1892 von Emil von Höegh für die Optische Anstalt C. P. Goerz, Berlin, patentiert wurde. Es war gegen Ende des 19. Jahrhunderts eines der erfolgreichsten fotografischen Objektive. Das Dagor ist ein Doppelanastigmat (Dagor = Doppel-Anastigmat-Goerz).

## Linsenoptisch-geschichtlicher Hintergrund
Bis weit in das Ende des 19. Jahrhunderts hinein blieb es unmöglich, ein Kameraobjektiv zu konstruieren, das keinen nennenswerten Astigmatismus und gleichzeitig kein stark gekrümmtes Bildfeld hat. Ein flaches Bildfeld ohne Astigmatismus ergibt sich nur, wenn die Petzval-Summe des Objektivs nahe Null ist.
Die Petzval-Summe errechnet sich als dem Kehrwert einer Summe von Produkten, die jeweils aus der Brennweite der eingesetzten Linsen und deren Brechungsindex gebildet werden. Damit ein Objektiv überhaupt eine positive Brennweite haben kann, muss die Summe der Einzelbrennweiten der eingesetzten Linsen ebenfalls positiv sein. Mit andern Worten, die Sammellinsen müssen insgesamt das optische System dominieren. Bestehen die Linsen nun alle aus dem gleichen Material, kann die Petzval-Summe nie Null erreichen. Bestehen die Sammellinsen hingegen aus einem Material mit einem besonders hohen Brechungsindex, verringert sich die Petzval-Summe und damit die Bildfeldwölbung. Enthält das optische System gleichzeitig eine Zerstreuungslinse (negativer Beitrag zur Gesamtbrennweite) aus einem Glas mit niedrigem Brechungsindex so kann die Petzval-Summe gegen Null gehen.
Die Entwicklung von Barium-haltigem Kronglas durch Schott im Jahre 1886 ermöglichte es nun erstmals, anastigmatische Objektive ohne Bildfeldkrümmung zu konstruieren. Barium-haltiges Kronglas (z. B. BaK4) hat nämlich einen deutlich höheren Brechungsindex als „normales“ Kronglas. Die einzige Möglichkeit, die es zuvor gab, die Bildfeldkrümmung stark zu reduzieren, bestand darin, einen Unschärfe erzeugenden Astigmatismus in Kauf zu nehmen.

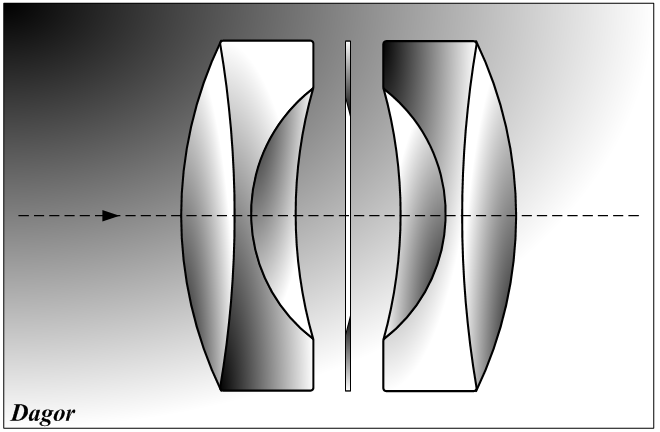
Linsenschema des Dagor

Auf Grundlage der neuen Barium-Krongläser konstruierte Paul Rudolph 1889 für Carl Zeiss als ersten echten Anastigmaten das vierlinsige Protar.
Während Rudolph ab 1891 an einem 1893 patentierten Landschaftsobjektiv, dem Satz-Anastigmat der Serien VI und VIa, arbeitete, konkurrierten Emil von Hoegh für die Optische Anstalt Goerz und Hugo Adolph Steinheil für C.A. Steinheil & Söhne um die Entwicklung eines unabhängig von Rudolph berechneten Doppel-Anastigmaten. Das Patent wurde Goerz 1892 erteilt.
Obwohl die Protare von Zeiss bis in die 1930er Jahre hinein gebaut wurden, waren sie keine besonders erfolgreiche Objektivreihe. Das Dagor hingegen war der erste wirklich erfolgreiche Anastigmat.
Die Lizenz für Großbritannien wurde 1893 an das Unternehmen Ross (Unternehmen) in London, die für Österreich-Ungarn an Karl Fritsch in Wien vergeben.
Eine Weiterentwicklung des Dagor ist das Plasmat.

## Konstruktion
Das Dagor besteht aus zwei symmetrischen Linsengruppen. Jede dieser beiden Linsengruppen besteht ihrerseits aus drei miteinander verkitteten Einzellinsen (Triplet). Zwischen den Triplets befindet sich die Blende. Die Triplets sind jeweils für den Farblängsfehler, die sphärische Aberration, den Astigmatismus und die Bildfeldwölbung korrigiert. Die symmetrische Konstruktion beseitigt ferner den Farbquerfehler und die Koma und sorgt für ein verzeichnungsfreies Bild.